# Ann Sorenson
Ann Sorenson (* 15. Oktober 1967) ist eine ehemalige US-amerikanische Sommerbiathletin.
Ann Sorenson wurde bei den Sommerbiathlon-Weltmeisterschaften 1998 in Osrblie an der Seite von Laura Haefeli, Debbie Schultz und Kristy Lippencott Siebte im Staffelrennen. 1999 wurde sie US-Meisterin im Sommerbiathlon. 2000 gewann sie bei den Weltmeisterschaften in Chanty-Mansijsk mit Kristina Sabasteanski, Jill Troutner und Nicole Hunt die Bronzemedaille im Staffelrennen. Es war einer der größten internationalen Erfolge US-amerikanischer Biathleten. In Sprint und Verfolgung wurde sie jeweils Zehnte. 2003 trat sie in Forni Avoltri nochmals an und lief auf die Ränge 16 im Sprint, 15 im Verfolger und 14 im Massenstartrennen.